# 福岡県道56号福岡早良大野城線
福岡県道56号福岡早良大野城線（ふくおかけんどう56ごう ふくおかさわらおおのじょうせん）は、福岡県福岡市西区から大野城市に至る県道（主要地方道）である。

## 概要
福岡市西区周船寺1丁目から大野城市御笠川4丁目に至る。
福岡市西部の市街地である周船寺から福岡都市圏外縁の山間部を南東方向へ進み、那珂川市からは再び市街地に入り終点の大野城市へ向かう。福岡外環状道路（国道202号）のさらに外側を通る福岡都市圏の環状道路と見ることもできる。

### 路線データ
- 起点：福岡県福岡市西区周船寺1丁目（周船寺西交差点、国道202号・福岡県道566号大原周船寺停車場線交点）
- 終点：福岡県大野城市御笠川4丁目（御笠川4丁目北交差点、国道3号交点、福岡県道60号飯塚大野城線終点）

## 歴史
- 1993年（平成5年）5月11日 - 建設省から、県道福岡早良大野城線が福岡早良大野城線として主要地方道に指定される[1]。
- 2021年（令和3年）3月30日 - 福岡県告示第396号により、福岡県道60号飯塚大野城線の終点が春町東交差点から御笠川4丁目北交差点に変更されたことに伴い、春町東交差点から御笠川4丁目北交差点の区間は本路線の単独区間となる[2]。

## 路線状況

### 重複区間
- 国道263号（福岡市早良区大字曲渕・曲渕小入口交差点 - 福岡市早良区早良6丁目・内野大橋交差点）
- 福岡県道136号入部中原停車場線・佐賀県道136号早良中原停車場線（福岡市早良区脇山1丁目 - 福岡市早良区大字脇山・大門交差点）
- 国道385号（那珂川市大字山田・那珂川市山田交差点 - 那珂川市道善2丁目・道善交差点）
- 福岡県道575号山田中原福岡線（那珂川市中原3丁目・中原3丁目 - 那珂川市中原2丁目）
- 福岡県道505号板付牛頸筑紫野線（春日市昇町4丁目・寺田池交差点 - 春日市昇町4丁目・昇町交差点）

### 道路施設

#### 橋梁
- 高祖橋（高祖川、糸島市）
- 福丸橋（汐井川、糸島市）
- 風神橋（河内川、糸島市）
- 石原橋（飯場川、福岡市早良区）
- 曲渕橋（一の瀬川、福岡市早良区、国道263号重複区間内）
- 花乱橋（滝川、福岡市早良区、国道263号重複区間内）
- 新飼橋（新飼川、福岡市早良区、国道263号重複区間内）
- 下の畑橋（室見川、福岡市早良区、国道263号重複区間内）
- 大橋（八丁川、福岡市早良区）
- 内野橋（長尾川、福岡市早良区）
- 野中原橋（大谷川、福岡市早良区）
- 横山橋（椎原川、福岡市早良区）
- 城ノ原橋（小笠木川、福岡市早良区）
- 新野田橋（小笠木川、福岡市早良区）
- 小笠木橋（小笠木川、福岡市早良区）
- 小中橋（那珂川市）
- おぎわら橋（那珂川、那珂川市）
- 松尾橋（那珂川、那珂川市、国道385号重複区間内）
- 軍誉橋（那珂川市、国道385号重複区間内）
- 那珂川橋（那珂川、那珂川市）
- 梶原川橋（梶原川、那珂川市）
- 御笠の森大橋（御笠川、大野城市）

#### トンネル
- 曲渕トンネル：延長252 m、1977年（昭和52年）竣工、福岡市早良区（国道263号重複区間内）

## 地理

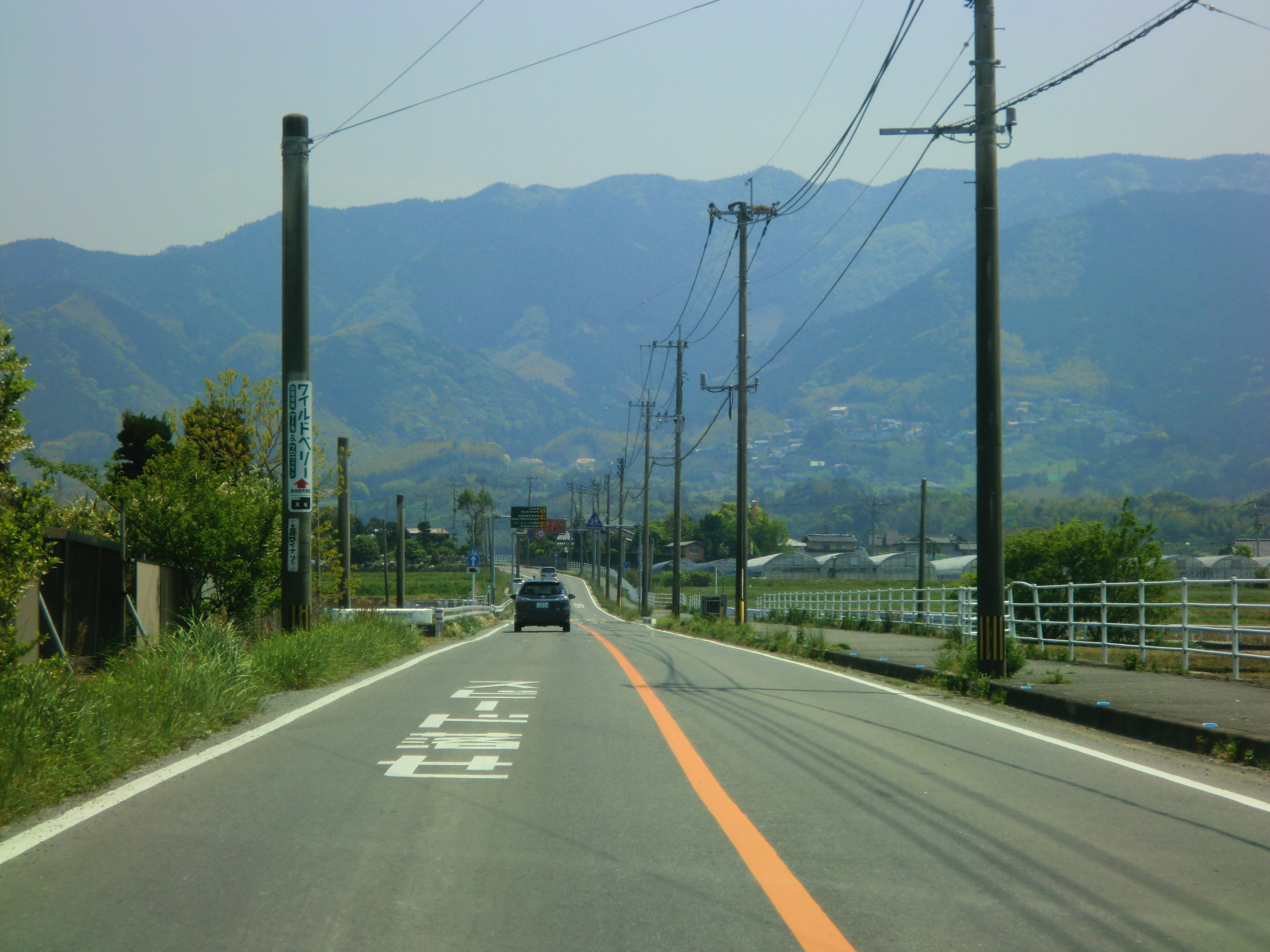
糸島市を走る福岡県道56号線

### 通過する自治体
- 福岡市（西区）
- 糸島市
- 福岡市（早良区）
- 那珂川市
- 春日市
- 福岡市（博多区）
- 大野城市

### 交差する道路
| 交差する道路                                                              | 市町村名 | 市町村名 | 交差する場所  | 交差する場所                 |
| ------------------------------------------------------------------------- | -------- | -------- | ------------- | ---------------------------- |
| 国道202号 福岡県道566号大原周船寺停車場線                                 | 福岡市   | 西区     | 周船寺1丁目   | 周船寺西交差点 / 起点        |
| 国道202号 E35 今宿道路                                                    | 福岡市   | 西区     | 大字飯氏      | 飯氏交差点 周船寺IC          |
| 福岡県道565号大門有田線                                                   | 糸島市   | 糸島市   | 大門          | 染井交差点                   |
| 福岡県道49号大野城二丈線                                                  | 糸島市   | 糸島市   | 末永          | 末永交差点                   |
| 国道263号 重複区間起点                                                    | 福岡市   | 早良区   | 大字曲渕      | 曲渕小入口交差点             |
| 国道263号 重複区間終点                                                    | 福岡市   | 早良区   | 早良5丁目     | 内野大橋交差点               |
| 福岡県道136号入部中原停車場線・佐賀県道136号早良中原停車場線 重複区間起点 | 福岡市   | 早良区   | 脇山1丁目     |                              |
| 福岡県道136号入部中原停車場線・佐賀県道136号早良中原停車場線 重複区間終点 | 福岡市   | 早良区   | 大字脇山      | 大門交差点                   |
| 国道385号 重複区間起点 福岡県道575号山田中原福岡線                        | 那珂川市 | 那珂川市 | 大字山田      | 那珂川市山田交差点           |
| 福岡県道580号那珂川大野城線 福岡県道602号後野福岡線                       | 那珂川市 | 那珂川市 | 後野2丁目     | 現人橋（あらひとばし）交差点 |
| 国道385号 重複区間終点                                                    | 那珂川市 | 那珂川市 | 道善2丁目     | 道善交差点                   |
| 福岡県道575号山田中原福岡線 重複区間起点                                  | 那珂川市 | 那珂川市 | 中原          |                              |
| 福岡県道575号山田中原福岡線 重複区間終点                                  | 那珂川市 | 那珂川市 | 中原          |                              |
| 福岡県道577号片縄下白水線                                                 | 春日市   | 春日市   | 下白水南1丁目 | 下白水南交差点               |
| 福岡県道505号板付牛頸筑紫野線 重複区間起点                                | 春日市   | 春日市   | 昇町4丁目     | 寺田池交差点                 |
| 福岡県道505号板付牛頸筑紫野線 重複区間終点                                | 春日市   | 春日市   | 昇町4丁目     | 昇町交差点                   |
| 福岡県道31号福岡筑紫野線                                                  | 春日市   | 春日市   | 宝町4丁目     | 宝町交差点                   |
| 福岡県道49号大野城二丈線                                                  | 福岡市   | 博多区   | 春町2丁目     | 春町交差点                   |
| 福岡県道・大分県道112号福岡日田線                                         | 福岡市   | 博多区   | 春町3丁目     | 春町東交差点                 |
| 国道3号 福岡県道60号飯塚大野城線                                          | 大野城市 | 大野城市 | 御笠川4丁目   | 御笠川4丁目北交差点 / 終点   |

### 交差する鉄道
- 筑肥線
- 九州新幹線
- 博多南線
- 鹿児島本線
- 西鉄天神大牟田線

### 沿線ガイド

#### 福岡市西区
国道202号の周船寺南交差点を起点として南下する。福岡市立周船寺小学校のそばを通り、筑肥線の踏切を渡り、飯氏交差点で国道202号今宿バイパスと交差する。福岡県立筑前高等学校のそばを通ると左にカーブして南南東に向きを変え、糸島市に入る。

#### 糸島市
南南東に進み、末永交差点で福岡県道49号大野城二丈線と交差する。糸島市立怡土小学校王丸分校の前を通ると南東に向きを変え、カーブや坂道の多い山間部の糸島峠を越える。糸島峠越えの区間で福岡市との市境を行き来する。糸島市区間から峠を越えて次の国道263号に至る区間は比較的交通量が少なく、山間部は積雪により凍結しやすい。

#### 福岡市早良区
糸島峠を越えて福岡市早良区に入る。曲渕小学校入口で左折し、国道263号との重複区間に入る。福岡市立曲渕小学校と小集落のそばを通り、曲渕ダムを左手に見ながら南東に進む。左に大きくカーブして北に向きを変え、内野大橋交差点で右折して国道263号と分かれ、東に向きを変える。
内野の住宅地内でカーブして再び南東に向きを変え、福岡市立早良中学校の前を通り、横山神社・福岡県立早良高等学校などを過ぎると再び山間部に入る。この山間部の道路沿いには「セブンミリオンカントリークラブ」というゴルフ場がある。小笠木峠を含めた前後区間は山間部の割には比較的交通量が多い。

#### 那珂川市
小笠木峠を越えると那珂川市に入る。坂道を下り那珂川を渡り、那珂川市山田交差点で左折し（なお、降格済み旧道は松尾橋交差点 - おぎわら橋交差点 - 那珂川左岸 - 西畑川南岸を経由するルートであった）、国道385号と重複して北上する。那珂川町立岩戸小学校・那珂川市役所・那珂川町立那珂川中学校・西鉄バス那珂川自動車営業所のそばを過ぎて那珂川市の中心市街地に入り、道善交差点を右折して国道385号と分かれ、再び東に向きを変える。那珂川町立安徳北小学校のそばを過ぎ、中原3丁目交差点で左折し一度北上し、再び右折して北東に進み、春日市に入る。

#### 春日市
春日市に入るとすぐに博多南駅北側の九州新幹線・博多南線のガードの下をくぐり、市街地・住宅地の中を北東に進む。下白水交差点で右折して東北東に向きを変え、春日市立春日小学校・春日市福祉ぱれっと館の前を通り、カーブして北東に向きを変え、陸上自衛隊春日駐屯地・自衛隊福岡病院のそばを過ぎ、宝町交差点で福岡県道31号福岡筑紫野線と交差する。新和陸橋を渡りつつ福岡市博多区に入る。

#### 福岡市博多区
住宅地の中を北東に進む。鹿児島本線をまたぎ越した先、元町交差点から春町東交差点までの約500 mの区間には幅の広い中央分離帯が設けられており、その中央分離帯は多数の桜の木が植えられて桜並木の遊歩道になっており、地元住民が桜の管理を行っている。この区間の中間部、西鉄天神大牟田線との交差地点で天神大牟田線沿いに北西に行くと桜並木駅がある。桜並木の区間が終わり春町東交差点を通ると大野城市に入る。

#### 大野城市
福岡市博多区から引き続き北東に進む。西鉄自動車学校の前を通り御笠川を渡り、御笠川4丁目北交差点で終点となる。

### 峠
起点から
- 糸島峠（糸島市 - 福岡市早良区）
- 小笠木峠（福岡市早良区 - 那珂川市）